# Burgau (Autriche)
Pour les articles homonymes, voir Burgau (homonymie).
Burgau est une commune autrichienne du district de Hartberg-Fürstenfeld en Styrie.